# Сірий Микола Іванович
Мико́ла Іва́нович Сі́рий (нар. 20 лютого 1962, Воркута, Республіка Комі, Росія) — український правознавець. Кандидат юридичних наук (1991). Вчений секретар, старший науковий співробітник Інституту держави і права ім. В. М. Корецького НАН України, Член Центральної ради громадської організації «Українське юридичне товариство», адвокат.
У березні 2015 року — один з чотирьох офіційних претендентів на посаду Директора Національного антикорупційного бюро України.

## Життєпис
Народився 20 лютого 1962 року (місто Воркута, Республіка Комі, Росія) в сім'ї шахтаря.
Освіта: Харківський юридичний інститут (1987).
Кандидатська дисертація: «Реалізація принципу гласності в діяльності суду першої інстанції по кримінальних справах» (1991).

## Професійна діяльність
У 1987 — помічник прокурора міста Вознесенська Миколаївської області.
1998–1999 — заступник Голови Державного комітету України з питань розвитку підприємництва, має IV ранг державного службовця.
1987–цей час — Інститут держави і права ім. В. М. Корецького НАН України. Працював на посадах молодшого наукового співробітника, наукового співробітника.

## Додаткова інформація
Автор понад 200 наукових, науково-практичних та публіцистичних праць в галузі права, в тому числі статей Юридичної енциклопедії та Великого енциклопедичного юридичного словника.
Радник з кримінального права та процесу адвокатського об'єднання «С.Т. Партнерс». Президент всеукраїнської громадської організації «Українська асоціація молодих юристів» (1995 – 2001). Президент громадської організації «Юридичний клуб» (з 2001). Входить до складу Науково-методичної ради при Верховному Суді України, Науково-методичної ради при Вищому господарському суді України, Науково-методичної ради при Апеляційному суді м. Києва. З 2002 по 2010 рік виконував обов'язки члена Науково-методичної ради при Генеральній прокуратурі України.
Член Громадської Комісії з розслідування та попередження порушень прав людини в Україні.
Член Спілки юристів України, член Ради правничих об'єднань України, заступник редактора щорічника «Держава і право».
Учасник значної кількості проектів з міжнародного правового співробітництва.
Член Ради адвокатів міста Києва (з 2012).